# Margareta Tegnemark
Karin Ingrid Margareta Tegnemark Engström, född 10 november 1938 i Göteborg, död 28 mars 2009 i Stockholm, var en svensk översättare. 
Tegnemark, som var dotter till överlärare Karl Hermansson och slöjdlärare Jenny Carlsson, blev filosofie magister i Göteborg 1964. Hon var anställd vid lärarhögskolan i Göteborg 1965, lektor i svenska och  engelska vid Upsala College i New Jersey 1966–1968, informationstjänsteman på Utrikesdepartementets informationskontor i New York 1969–1972, Cultural affairs-specialist på amerikanska ambassaden i Stockholm 1973–1986. Hon var verksam som översättare i det egna företaget Tegnemark Text i Stockholm från 1987. Hon var medlem av Sveriges författarförbund, Svenska Pennklubben och Delta Kappa Gamma. Hon översatte verk av bland andra Maya Angelou, Anita Brookner, John Cheever, Josephine Humphreys, Margaret Laurence, Joyce Carol Oates, Sylvia Plath, Reynolds Price, Cheri Register, Sidney Sheldon, Fay Weldon och Helen Yglesias.